# Firdevsî
Firdevsî (osmanisch فردوسى İA Firdevsī, * 1453 wahrscheinlich in Edincik/Bandırma; † unbekannt) war ein türkischer Autor und Universalgelehrter im Osmanischen Reich und Autor des umfangreichen Süleymânnâme („Das Buch des Salomo“). Er ist zudem die Hauptquelle für die Biographie des Hadschi Bektasch. Um ihn von dem gleichnamigen und berühmteren persischen Dichter Firdausi zu unterscheiden, wurde er unter anderem Firdevsî-i Rûmî ‚Firdevsî der Byzantiner‘ und Firdevsî-i Tavîl ‚Firdevsî der Lange‘ genannt. Von seinen Werken sind 16 namentlich bekannt.

## Kindheit und Jugend
Seine Kindheit verbrachte Firdevsî in Edincik. Seine schulische Ausbildung absolvierte er in Bursa, wo er beim Dichter Melihi lernte. Über sein frühes Leben geben wenig Quellen Auskunft. In seiner Jugend schloss er sich einem Nakschibendi-Scheich an und wandte er sich der Tassawuf zu. Firdevsî bereiste Edincik, Bursa, Manisa und Umgebung und lebte eine Weile in Istanbul.
Nach einer mittlerweile verlorenen Kopie des Süleymânnâme, die von Mehmet Fuat Köprülü gesichtet worden war, waren Firdevsîs Vorfahren glorreiche Männer, die dem Osmanischen Reich seit dem ersten Sultan Osman I. gedient haben. Sein Vater Hacı Genek Bey diente bei der Eroberung Konstantinopels und bekam für seine Verdienste Edincik als Lehen.

## DasSüleymânnâmeund weitere Werke
Firdevsî war Autor und Übersetzer mehrerer Bücher unterschiedlicher Thematiken, von denen nur manche heute noch verfügbar sind. Sein berühmtestes Werk ist das سليمان نامه Süleymānnāme. Das Süleymânnâme ist ein enzyklopädisches Werk, das zeitgenössisches Wissen über Geschichte, Genealogie, Philosophie, Geometrie, Medizin etc. sowie Erzählungen und Anekdoten aus der religiösen Literatur über Salomo beinhaltet.
Firdevsî erzählt im 81. Band des Süleymânnâme, wie es zur Entstehung dieses Werks kam. Er übersetzte im Jahr 1472 einen Teil der Schāhnāme des persischen Dichters Abū l-Qāsem-e Ferdausī ins Türkische und präsentierte seine Übersetzung Sultan Mehmed Fatih. Der Sultan merkte an, dass die Schāhnāme genügend bekannt und eine Wiederholung unnötig sei, und schlug dem Dichter vor, ein Werk über Salomo zu verfassen.
Firdevsî erarbeitete das Süleymânnâme durch Forschungen in der osmanischen Reichsbibliothek und durch Reisen in Anatolien. Die ersten drei Bände basieren auf der biblischen David-Legende, die nächsten drei auf einem persischen Buch über Salomo, das Firdevsî von einem Araber in Niksar gekauft hatte.
Die fertig erstellten ersten sechs Bände legte Firdevsî dem Sultan vor, der eine Belohnung versprach, sobald das Werk vervollständigt sei. Allerdings starb Sultan Mehmed, noch während Firdevsî seinen siebenten Band schrieb. Sultan Bayezid II. verlangte nun ebenfalls eine Kopie des Süleymânnâme und beauftragte ihn das Werk weiterzuschreiben.
Die ersten 82 Bände des Süleymânnâme wurden der osmanischen Reichsbibliothek übergeben mit Ausnahme des Bands 81, der wahrscheinlich durch einen Fehler des Kopisten dort nicht angelangte. Band 81 wurde Sultan Selim I. übergeben.
Firdevsî hatte insgesamt 366 Bände geplant, die er in 1830 Kapitel (Medschlis) aufteilen wollte, wie aus seinen frühen Süleymânnâme-Bänden hervorgeht. Jeder Band wurde nach Vervollständigung auftragsgemäß der Reichsbibliothek übergeben.
Firdevsî schreibt, dass er 40 bis 50 Jahre seines Lebens der Erstellung des Süleymânnâme gewidmet und die meiste Zeit in Balıkesir geschrieben habe. Nach Darstellung einiger Quellen hat Sultan Bayezid II. 80 Bände des Werks ausgewählt und den Rest zerstört. Im 79. sowie im 80. und 81. Band revidiert Firdevsî seine Absicht, 366 Bände zu erstellen. Er gibt nun an, insgesamt 99 Bände erstellen zu wollen. Es gibt kein Indiz dafür, ob er die verbleibenden 17 Bände noch erstellen konnte.
Keine Bibliothek besitzt alle Bände des Süleymânnâme. Die meisten Bände befinden sich in der Bibliothek des Topkapı-Palasts.
Eines seiner weiteren Werke (ca. 1503) ist ein Schachbuch, indem er detailliert in einer Kurzgeschichte seine Regeln beschreibt. Mitunter sind Schach-Anekdoten und schachtheoretische Abschnitte vorhanden und besonders geht er auf „Schachprobleme“ beim Spielen ein.

## Belege
1. ↑  A. Gölpinarli, ed., 1958, ff. xix-xxv
2. ↑  H. Algar, „Khorāsanian Sufī Hāji Bektāŝ“, Encyclopædia Iranica, S. 117f., Online Edition
3. ↑  Fahir İz in Encyclopaedia of Islam, 2. Auflage, Artikel Firdewsī